# ماتیا کالدارا
ماتیا کالدارا (ایتالیایی: Mattia Caldara؛ زادهٔ ۵ مهٔ ۱۹۹۴) بازیکن فوتبال اهل ایتالیا است که برای باشگاه مودنا بازی می‌کند.